# Micropterix anglica
Micropterix anglica is een vlinder uit de familie van de oermotten (Micropterigidae). De wetenschappelijke naam van de soort is voor het eerst geldig gepubliceerd in 1980 door Jarzembowski.